# Ryszard Skowronek
Ryszard Skowronek (Jelenia Góra, 1º maggio 1949) è un ex multiplista polacco.

## Palmarès

### Europei
- 1 medaglia:
  - 1 oro (Roma 1974 nel decathlon)

### Universiadi
- 1 medaglia:
  - 1 oro (Roma 1973 nel decathlon)